# Dendrobeania murrayana
Dendrobeania murrayana is een mosdiertjessoort uit de familie van de Bugulidae. De wetenschappelijke naam van de soort is voor het eerst geldig gepubliceerd in 1847 door Bean, in Johnston.